# 蒙古包子

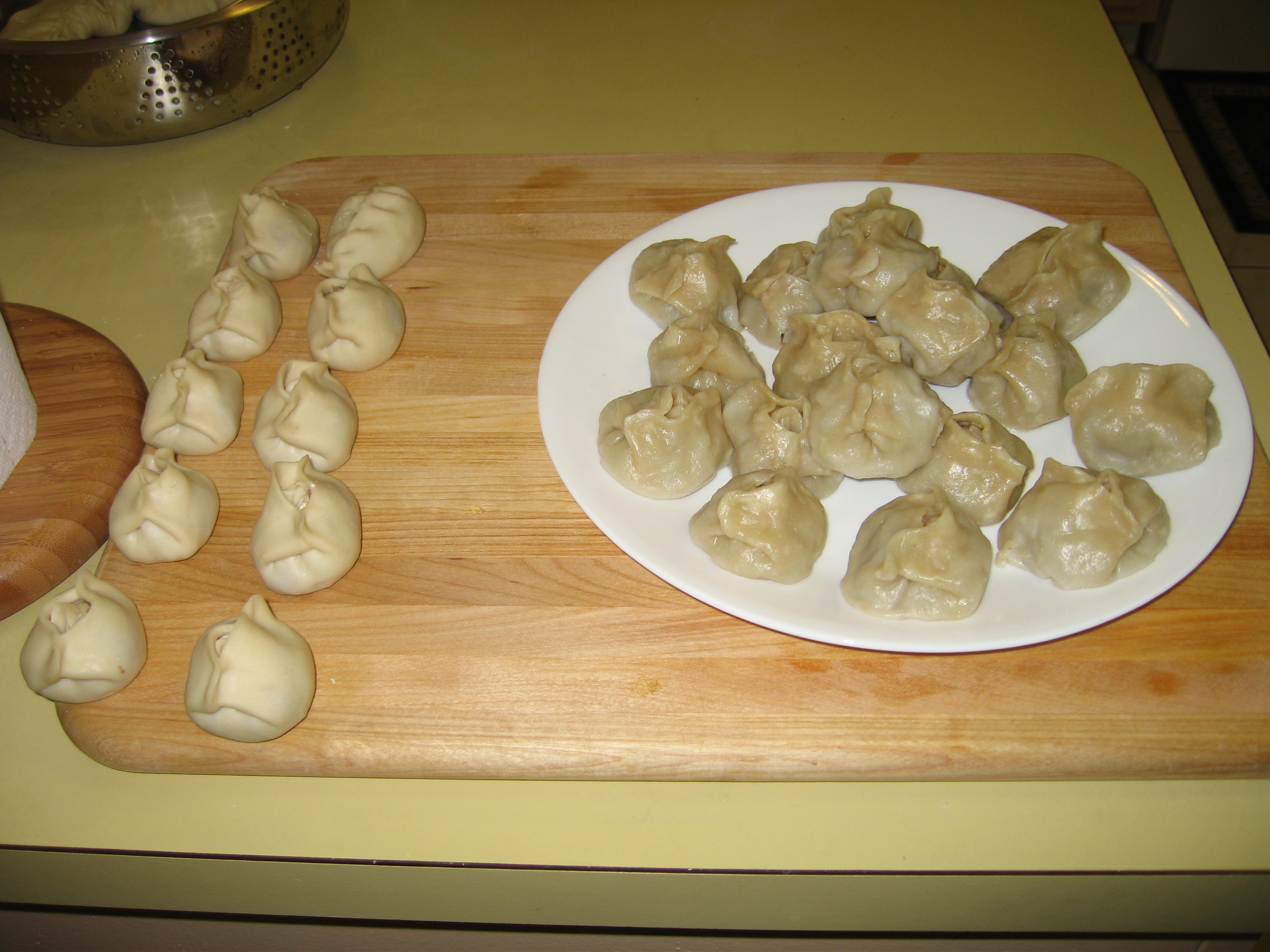
生的（左）和熟的包子（右）

蒙古包子（來自漢語的「包子」一詞），或稱蒙古蒸餃，是一種蒙古族的民族食品，類似漢族的小籠饅頭、小籠包。
包子皮由麵粉和水和成，包子皮的面粉不加酵母（死面包子）。餡料一般是牛肉、羊肉、香草，或其他蔬菜。包好的包子蒸熟後即可食用。包子是蒙古新年的傳統食品之一。

## 相關影劇
- 2016年電影《舌尖上的新年》